# Ben Jauade
Ben Jauade (em árabe: بن جواد; romaniz.: Bin Jawwad ou Ben Jawad) é uma cidade da Líbia. A localidade situa-se próxima ao Golfo de Sidra, na costa norte do país. Atualmente integra o distrito de Sirte.